# Pirenópolis
Pirenópolis è un comune del Brasile nello Stato del Goiás, parte della mesoregione del Leste Goiano e della microregione di Entorno do Distrito Federal. È una località turistica nota per la sua architettura coloniale portoghese e per le numerose cascate presenti nei dintorni.

## Geografia
La cittadina si trova nella regione naturale del Cerrado ed è situata e 130 chilometri a nord-est dalla capitale statale Goiânia e a 150 chilometri ad ovest della capitale federale Brasília.

## Storia
La cittadina fu fondata nel 1727 con il nome di Minas de Nossa Senhora do Rosário de Meia Ponte da minatori portoghesi e galiziani giunti sulle rive del rio das Almas in cerca d'oro. Nel 1736, l'insediamento minerario ottenne lo status di arraial (distretto), poi di freguesia e infine di sede de julgado (distretto giudiziario). Grazie alla fiorente estrazione aurifera il villaggio poté svilupparsi e furono costruite chiese ed edifici di pregio.
Nel XIX secolo le vene d'oro si esaurirono e così l'agricoltura sostituì l'attività mineraria come principale risorsa economica. Dalla metà del XIX secolo l'importanza economica della località iniziò a declinare a favore di Santana das Antas (oggi Anápolis).
Nel 1853 la cittadina fu ribattezzata Cidade de Meia Ponte. Decaduta a causa del suo isolamento, nel 1890 fu ribattezzata Pirenópolis poiché le montagne circostanti ricordavano i Pirenei. Negli anni successivi la località fu poco alla volta convertita in un centro culturale. 
L'economia locale risorse nel 1930, quando iniziò la costruzione di Goiânia. Parte della pietra (quarzite) impiegata nelle costruzioni provenivano da Pirenópolis. Il commercio di pietra di Pirenópolis fiorì ulteriormente nel 1960 con la fondazione di Brasília. L'apertura di nuove strade favorì l'arrivo di forestieri, soprattutto hippy, che hanno fondato comuni alternativi e aperto negozi di manifatture artigianali. Da allora, la località è diventata una dei più noti centri turistici del centro-ovest del Brasile. Sono stati ristrutturati vecchi edifici, sono stati costruiti alberghi e pensioni e le attrazioni naturali (come le cascate) sono diventate popolari mete turistiche.
Pirenópolis è nota anche per i suoi oltre 70 laboratori di argenteria, che la rendono il più grande centro brasiliano per la vendita di oggetti artigianali in argento.

## Monumenti e luoghi d'interesse
- Chiesa di Nostra Signora del Rosario, costruita a partire dal 1728, è una delle più antiche e importanti chiese dello stato;
- Chiesa di Nostra Signora del Carmelo

## Cultura

### Eventi
Pirenópolis è conosciuta in tutto il Brasile per le sue feste popolari, in particolare le Cavalhadas, introdotte nel 1826, in cui cavalieri che rappresentano mori e cristiani ricreano una battaglia combattuta da Carlo Magno. Questa tradizione, che fa parte della Festa dello Spirito Santo (Festa do Espírito Santo), è stata portata in città dai coloni portoghesi. Le Festas de Cavalhadas prevedono una sfilata che inizia con una fanfara che annuncia i paggi dei cavalieri, poi i cavalieri a cavallo mostrano i loro colori. Indossando elmi di cartapesta, i cavalieri cristiani vestono di blu, i mori di rosso. La battaglia dura tre giorni e attira migliaia di visitatori in città. Le Cavalhadas si svolgono in costume medievale e il momento clou è la battaglia simulata, che si svolge nell'arena della città. I Mori vengono sempre sconfitti e si convertono al cristianesimo.

### Istruzione

#### Musei
- Museo delle Cavalhadas